# Gösta Bertilsson
Gösta Evon Bertilsson, född 4 september 1929 i Huskvarna, död där 15 april 2021, var en svensk konstnär.
Bertilsson var som konstnär autodidakt. Hans konst består av porträtt och landskapsmålningar ofta från Jönköpingstrakten. Han utgav under 2000-talet en serie med tecknade vykort med Jönköpingsmotiv och julkort med lokal anknytning.

### Fotnoter
1. ↑  födelse- och dopbok, läs online.[källa från Wikidata]
2. ↑  Familjesidan.se
3. ↑  Göstas julkort från ett svunnet Jönköping Arkiverad 22 augusti 2016 hämtat från the Wayback Machine. JP.se 24 december 2015. (Begränsat innehåll)